# Роз'їзд 18 (Росія)
Роз'ї́зд 18 (рос. Разъезд 18) — селище у складі Амурського району Хабаровського краю, Росія. Входить до складу Болонського сільського поселення.

## Населення
Населення — 33 особи (2010; 50 у 2002).
Національний склад (станом на 2002 рік):
- росіяни — 98 %